# Даєш молодь!
«Дає́ш мо́лодь!» (рос. «Даёшь молодёжь!») — скетч-шоу, що виходило на телеканалі СТС. Зроблено творцями скетчу «6 кадрів», відрізняється від нього наявністю постійних персонажів.

## Опис і формат
Скетч-шоу про молодь, її різні субкультури (гопники, растамани, готи, студент и і так далі), їх життєві проблеми. З другого сезону в ньому є як особливі сюжетні персонажі, так і просто випадки з молодими людьми.
Жарти пише творча група авторів, більшість яких прийшло з КВН. Однак, ідеї може підказати кожен охочий. На офіційному сайті є розділ, де можна відправити керівникам проекту свій жарт або сценарій скетча.

## Постійні персонажі і сюжетні лінії

### Гопники
Головні герої — Башка і Іржавий. А також: «Кабан», «Ботан», «Шакіра» та ін.
Хімки: гопники Башка (Михайло Башкатов) і Іржавий (Андрій Бурковський). З'являються в першому випуску. Насправді їх звати — Мішель (Михайло) Башкатов та Андрій Ржавченко (їх звуть майже так само, як і акторів, тільки у Іржавого змінено прізвище). Молоді люди, що витрачають вільний час на вживання пива, лузання насіння, вимагання грошей і мобільних телефонів у «інтелігентних людей» і викрадення магнітол з автомобілів. Проживають в Хімках. Комічний ефект досягається за рахунок невідповідності дій їх статусу.
Персонажі імітують мову гопників, вживаючи в своїй промові багато сленгових слів та виразів (наприклад, «Гей, стопарні по бистроляну!», «Бабосов», «Півандрій», «Лохозавр», «Очкозавр», «В натурі», «Ясен пень», «Йо-мое» тощо). Іноді, «защемивши» інтелігентного «ботана» (зазвичай це Єгор Сальников), гопникам доводиться мати справу з його братом «Кабаном» (справжнє ім'я — Костянтин Кабанов) — авторитетом серед гопників в Хімках. Іноді сваряться між собою. Іноді їх б'ють інші гопники. З другого сезону з'являється їх подружка — гопниця на прізвисько Шакіра (справжнє ім'я — Зінаїда Комкова) (Євгенія Крегжде), яка пізніше стає «телкой» Іржавого. Вона жує жуйку і часто вживає англійські слова, наприклад, «сенкс». По ходу всього серіалу з'ясовується, що Башка живе в шикарній квартирі з інтелігентною сім'єю, де всі розмовляють французькою мовою, а сам він вміє грати на скрипці і знає багато віршів і імен відомих поетів та філософів. Улюблений фільм Башки — «Сутінки». З'ясовується також, що Башка закоханий в Шакіру, але боїться їй у цьому зізнатися. Пізніше зустрічається з Натахою, що має зайву вагу. Через це Іржавий часто глузує над Башкою.
Сім'я Іржавого — це мама, напориста і досить груба жінка, і вітчим, який у всьому її слухається. Одного разу Іржавий відібрав плеєр, на яких був диск Євгенія Гришковця. Послухавши, він починає про все міркувати філософськи. Одного разу Іржавий опиниться в іншому тілі (як в серіалі «Маргоша»). В одній із серій виявилося, що у Іржавого є брат — Андрій Григор'єв-Аполлонов, соліст групи «Иванушки International». Також у новорічних серіях вампір Едгар В'яземський кусає Башку, тим самим перетворюючи його в вампіра. В шостому сезоні трохи змінили імідж.
У спецвипуску' '«Башка і Іржавий: Перервана дружба», показаному 23 лютого 2011 рік а, батьки Башки хочуть переїхати в Париж разом із сином. Але Іржавий не має наміру розлучатися з найкращим другом. Він не може уявити життя без Башки, і уявляє, як буде проводити час з іншими (бабуся Тіна Карлівна на лавці, «ботан»), і від цього жахається. Іржавий робить все можливе, щоб Башка залишився: він «викладає» з ботанів ім'я «Башка», збирає гопників, і намагається через телебачення вимагати, щоб Башка залишився. Перед від'їздом Башка набирається сміливості і зізнається в любові Шакірі, але, на жаль, в цей момент їх застав Іржавий; розлючений зрадою друга і дівчини Іржавий, згадавши давню клятву, яку Башка і Іржавий взяли один з одного в дитинстві (якщо Іржавий назве Башку дурнем три рази поспіль, то їх дружбі кінець), тричі обзиває свого колишнього друга. Після сварки з Башкою Іржавий намагається завести нових друзів (Кріп, Герман і Радик). В цей час Башка бачить, як Шакіра цілується з ботаном, і вирішує негайно повідомити Іржавому. Іржавий кидає Шакіру, друзі миряться, і вирішують наостанок повеселитися — викрадають машину. Виявляється, що вона належить французькому посольству і, після того, як їх затримує міліція, французький посол каже, що подбає, аби гопникам і їх близьким в'їзд до Франції був заборонений. Башка і Іржавий зраділи, адже тепер більше ніщо не загрожує їхній дружбі. Однак гопники були засуджені до місяця громадських робіт. Коли місяць минає, Іржавий знову почав зустрічатися з Шакірою, що викликало невдоволення Башки.
 Сезони: 1-6 (серії 1-126)

### Квартиранти
Головні герої — Кекс і Кріп. Господиня квартири — Зінаїда Петрівна.
Растамани на прізвисько Кекс (Аслан Біжоев) і Кріп (Михайло Башкатов). З'являються в 5-му випуску. Дуже люблять піцу, торти і солодке, майже весь час знаходяться в стані наркотичного сп'яніння («обкурений»). Доброзичливі, миролюбні і не агресивні. У них дуже погана пам'ять і порушене логічне мислення (приклад їхнього міркування: «Президент Польщі — вегетаріанець, я — вегетаріанець, значить, я — президент Польщі», якщо «привіт» і «салют» французькою salut, отже так перекладаються всі інші слова). Хоча в одній серії було показано, що у Кекса і Кропа є робота, на якій вони і познайомилися і що Кріп за освітою юрист. У 1-5 сезонах Кріп одягнений в рожеву кофту з відлогою і шорти, а Кекс — в жовту футболку, джинси та афроамериканський берет. На ногах у Кропа — розтягнуті шкарпетки, а у Кекса — тапки у вигляді тигра. У 6-му сезоні Кріп носить таку ж кофту, але блакитного кольору і з персонажем з Футурами. У Кекса — футболка з Бобом Марлі.
Вільний час проводять за ігровими приставками, при цьому іноді показують, що грають вони перед порожнім екраном (з вимкненим телевізором). Згідно з деякими сюжетами, знають польську мову. Справжні прізвища — Гамзатов і Рахманінов — так їх називає воєнком в одній із серій. Пізніше з'ясовується, що справжні ім'я та по батькові Кекса — Артур Кирилович. У Кропа поки відоме тільки ім'я — Володя. Кексу — 23 роки, а Кропу — 25 років. Своєю поведінкою вони нагадують Бівіса і Баттхеда з однойменного мультсеріалу. Іноді в кадрі з'являється бабуся, у якої вони знімають кімнату і не платять за неї (в одній із серій, — тієї, де приїжджає онук бабусі Андрій Хливнюк на прізвисько Бумбокс, — Кекс називає її Зінаїдою Петрівною). Придумують різні відмовки, або тільки не платити за квартиру, або відтягнути термін оплати. Дотримуються ліберальних поглядів на світ, але ненавидять контролерів у громадському транспорті, а також висловлюють ностальгію за СРСР. У деяких скетчах подорожували у часі. У третьому сезоні з'являється соціальний працівник Ірина Федорівна (Євгенія Бордзиловська), якій Кекс і Кріп відразу ж дали прізвисько — Згущенка. Її мета — перевиховати Кекса і Кропа. В 4-му сезоні заводять собі домашнього вихованця — «єнота» Степана (Андрій Капустін), який насправді є людиною. Згодом у растаманів з'являються різні версії (наприклад вони вважають, що їх «вихованець» — сніжний барс, кіт, папуга тощо). У 6 сезоні «єнот» Степан зникає.
 Сезони: 1-6 (серії 5-120,123-127)

### Метросексуали
Головні герої — Герман і Данила. Пізніше до них додаються Джорджіо Баджо і Антоніо.
Метросексуали Герман Шереметьєв (Михайло Башкатов) і Данила Фокс (Андрій Бурковський). З'являються в 7-му випуску. Справжнє ім'я Германа — Жора Пузякін і родом він із села Верхні пупки. Данила ж — Данило Феофанович Бздюхов і родом він з Крижополя. Їм по 25 років. Молоді люди, стильно і дорого одягаються, регулярно відвідують фітнес-клуб та солярій. Дуже зарозумілі. Вживають у своїй промові англійські слова і вирази, а також часто (невпопад) до слів додають англійське закінчення «-able» (наприклад, «You're appetitable», «Greatable», «Superable», «Oh, my goddable!» «ухаха-able» тощо). Часто бувають на показах мод, а також самі працюють моделями в модельному агентстві. Гумор побудований на їх жіночності і надмірному захопленні західним гламуром і модою.
У них слабка логіка, наприклад: «Данила, баранячі реберця — це реберця, це не м'ясо …». У 1-му та 2-му сезонах Герман носив червону лаковану майку, світло-сірі джинси, чорні лаковані чоботи і окуляри, а Данила — лимонну сорочку, світло-сині рвані джинси і хутряну накидку. У 3-му сезоні вони трохи змінили імідж — тепер Герман носить червоний піджак поверх білої футболки і світлі картаті штани, а Данила — світло-зелену сорочку і світло-зелені штани. Також в 3-му сезоні з'являється новий метросексуал — Джорджіо Баджо (Аслан Біжоев), якого Евеліна (господиня модельного агентства) любить більше (справжнє ім'я Джорджіо Баджо — Георгій Бодуен). Герману і Данилові він не сподобався з першого ж дня знайомства, тому що вся увага і слава тепер дістаються тільки йому. В 4-му сезоні з'являється ще один метросексуал — Антоніо (Андрій Капустін), але він з'являється в кадрі рідко. Починаючи з 4 сезону Данила сильно погладшав, але завдяки дієті худне. У новорічному випуску чоловік Валенти дізнається про Данила і він разом з Германом їдуть у рідне село Германа — Верхні Пупки. Проте в цьому ж випуску тікають в Москву, через неприємності, які виникли з сільськими мужиками.
 Сезони: 1-6 (серії 7-121,127)

### Готи
Головні герої — готи Хробак (Аслан Біжоєв) і Цвіль (Анжеліка Каширіна). Знайомляться в 22-му випуску. Молоді люди (хлопець і дівчина), розфарбовані і одягнені відповідно тій субкультурі, до якої належать. Говорять про смерть, люблять кладовища і ніколи не посміхаються. Гумор побудований на пародіюванні ідеології готів. Іноді в програмі беруть участь інші готи — Череп, Люцік (Люцифер). У 3-му і 4-му майже не з'являються.
 Сезони: 1, 2 (серії 1-24,25-35)

### Молоде подружжя
Головні герої — Таня і Валера. А також їхній син Ваня і мати Валери — Галина Семенівна.
Молоде подружжя Таня (Євгенія Крегжде) і Валера (Андрій Бурковський). З'являються в 26-му випуску. Також в сюжетах беруть участь їхній син Ваня і мати Валери — Галина Семенівна (Тетяна Орлова). Через молодість і відсутність досвіду у них дуже погано виходить як господарювати, так і доглядати за сином. Часто сваряться через дитину. Валера любить називати Таню булочкою, що їй дуже не подобається. Таня ж, у свою чергу, часто говорить Валері: «Ну Валера-а-а, ти хворий, чи що? Дурня шматок!». Мати Валери недолюблює Таню, любить всіх всьому вчити, за що Таня її ненавидить. У 60 серії Ванечка сказав своє перше слово «Валера». Пізніше стало зрозуміло, що першими його словами була фраза «Валера хворий», оскільки Таня неодноразово заявляла це своєму чоловікові. У 6 сезоні з'ясувалося, що насправді сина звуть Коля, а Галина Семенівна — мати не Валери, а Тані, а подібні зміни вони внесли заради зйомок.
 Сезони: 2-6, серії (26-108,126)

### Поліцейські
Головні герої — спочатку Омаров і В'юшкін, потім Омаров і Огурцов.
Поліцейські В'юшкін (Андрій Бурковський) і Омаров (Аслан Біжоєв). З'являються в 26-му випуску. Випускники школи поліції. Завжди потрапляють в комічні ситуації і намагаються вислужитися перед начальством (Володимир Фоков). Схиблені на західних бойовиках і в усьому намагаються наслідувати американських поліцейських. В їх кабінеті висять фото Робокопа та Фелікса Дзержинського. Є корупціонерами, оскільки одного разу забрали костюм у самого Олександра Пишного. Мають службову собаку Каштана. В 4-му сезоні В'юшкіна переводять в інше відділення поліції. Омаров кілька днів оплакує переїзд В'юшкіна, однак на заміну В'юшкіну приходить новий сержант Огурцов (Андрій Капустін), з яким Омарову вдається знайти спільну мову. У 6 сезоні не з'являються.
 Сезони: 2-5 (серії 26-104)

### Дівчата-динамо
Головні героїні — Діана і Марина.
Дівчата Марина Касаткіна (Євгенія Крегжде) і Діана (Марія Зикова). З'являються в 32-му випуску. Намагаються познайомитися з молодими людьми (або просто використовувати їх). Діана — псевдомосквичка (провінціалка, закріпилася в Москві), у всьому намагається допомагати приїжджій з Воронежа Марині. Однак Марина постійно псує справу своїм простуватим характером і поганими манерами (наприклад, вона, почувши комплімент, злиться, ніби її дражнять). При спробі чоловіків поговорити з нею, часто непритомніє.
Діана деякий час зустрічалася з метросексуалом Германом, але потім Марина сильно образила Германа і він кинув Діану. Також вона фанатка Вікторії Бекхем, тому завжди звертає увагу на одяг, як у зірки.
Наприкінці 2-го сезону з'ясувалося, що Марина досконало володіє французькою мовою. Також вона вміє робити те, що вміють не всі чоловіки, наприклад, лагодити машини, показувати вищий бал в ігрових автоматах тощо. Одного разу викрила маніяка по телефону.
Не з'являються в 4 сезоні через вагітність виконавиці однієї з головних ролей Марії Зикової.
 Сезони: 2, 3 (серії 32-64, 78)

### Борці
Два борця, один — Тамік, — чемпіон Московської області (Аслан Біжоев), інший — Радик, — чемпіон Москви (Михайло Башкатов). З'являються в 42-му випуску. Розмовляють з кавказьким акцентом. Таміко родом з Нальчика, а Радик з Махачкали. Зустрічаючись на тренуванні, вони розповідають різні історії, показуючи при цьому свою дурість.
Зокрема, майже в кожному сюжеті вони розповідають, як когось побили, не здогадуючись, що вони били один одного. Лише один раз з'ясувалося, що Радик травмував руку з чистої випадковості, в той час як Тамік, розповідаючи, що він зламав комусь руку, виявляє, що зламав руку самому Сергію Лазарєву. Потім вони постійно били свого тренера, хоча і не підозрювали про це. Вважають тренера авторитетом, постійно повторюють його цитати, наприклад, «Вік живи, вік борися». Тренер (Халіл Мусаєв) все знає, і, в свою чергу, знущається над недалекими борцями; наприклад, він дає їм такі завдання: 502 рази віджатися на пальці, розсмішити тренера, скопати ділянку сусіда на дачі, або ж назвати чемпіонів суперважкоатлетів лохами. Коли вони намагаються у чомусь виправдатися, вони вживають фразу «Клянусь Олегом». Зараз борці, в основному, роблять дурниці поодинці. Люблять танцювати лезгинку. Також з 4 сезону з'являється дівчина Таміка Діана (Анжеліка Каширіна). Одного разу в 6 сезоні Тамік приходить в клуб Алекса Моралеса навчитися танцювати.
У новорічному випуску «Даєш, Молодь» Таміко як новорічний подарунок дає Радіку можливість побити себе, після чого Тамік став розмовляти віршами.
 Сезони: 3-6 (серії 42-126)

### Група «Булки»
Луїза (Анжеліка Каширіна), Кароліна (Євгенія Крегжде) і Памелла (Марія Зикова) — три дівчини з групи «Булки». З'являються в 46-му випуску. Одягнені в золоті костюми. Продюсер групи — Рубен Партевян (Аслан Біжоев). Ці персонажі є пародією на численні жіночі поп-групи та їхніх продюсерів, в першу чергу — на групу ВІА Гра, і їх продюсера Костянтина Меладзе. Можливо, в назві обіграються реальні назви деяких жіночих поп-груп (наприклад, групи «Стрілки») і жаргонне значення слова «булки» — «зад»; також — сценічні псевдоніми як учасниць таких груп (учасниці «Стрілець», наприклад, виступали під псевдонімами «Ю-Ю», «Стася», «Марго», «Гера» і т. д.), так і співачок, які виступають соло (під сценічним ім'ям «Кароліна» деякий час виступала Тетяна Тішінская).
Не з'являються в 4 сезоні через вагітність виконавиці однієї з головних ролей Марії Зикової.
 Сезони: 3 (серії 46-65, 78)

### Подруги Катька, Кетрін (пізніше Валик) і Катерина
Дві дівчини — Кетрін (Марія Зикова) і Катерина (Євгенія Крегжде), тішить свою подругу Катьку Березкіну (Анжеліка Каширіна), яку весь час кидають хлопці. Правда, одного разу, вона сама кинула хлопця по телефону, через страх, тому що більше місяця не зустрічалася з жодним одним хлопцем. З'являються в 58-му випуску. В 4 сезоні Катька посварилася з Кетрін, і на заміну її найкращою «подругою» став манірний гей Валик Пітейніков (Михайло Башкатов). Незабаром з'ясовується, що Катерина працює стоматологом. В 6 сезоні не з'являються.
 Сезони: 3-5 (серії 58-96)

### Вампірська Сага
Це пародія на фільм «Сутінки». Молодий чоловік Едгар Вяземський (Михайло Башкатов) і дівчина Ольга Семенова (Анжеліка Каширіна). Дівчина зі звичайної сім'ї, а юнак — вампір. Вчаться в інституті. Ольга вважає, що у Едгара якась таємниця, але навіть в очевидних ситуаціях не розуміє, яка, хоча в кадрі можна часто бачити, як Едгар п'є кров у людини чи тварини прямо у неї на очах. Одного разу він зізнався їй, що він — вампір, але Ольга йому не повірила. Періодично в кадрі з'являється вчитель Едгара, який завжди гине, порушуючи свої ж настанови — в основному, у флешбеках (спогадах) Едгара. Але в 80 серії Ольга розуміє, що Едгар — вампір.
В деяких скетчах з'являються інші персонажі: перевертень Руслан (Аслан Біжоев), брат Едгара — вампір Деніс (Андрій Бурковський), колишня дівчина Едгара — вампірша Єва (Юлія Паршута), подруга Олі — відьма Віка (Євгенія Крегжде) і клан Вольтурі]. У новорічних серіях Оля стає вампіром, але у звичайних скетчах як і раніше чоловік.
Пісню в скетчі грає група «Не потужні» (пісня "It` s Night Mistery ").
 Сезони: 4-6 (серії 65-127)

### Хореограф Алекс Моралес
Скетчі на тему уроків хореографії під керівництвом «геніального танцюриста» Алекса Моралеса (Михайло Башкатов). Алекс — яскраво виражений нарцис; всі танці, постановник яких Алекс, складаються в основному з сексуальних рухів. Всі в студії називають його руху ідеальними.
 Сезони: 6 (серії 102—119)

### Молодіжний рух «Юна Росія»
Молодіжний рух «Юна Росія» намагається підняти свій рейтинг серед населення різними способами. Однак це не завжди вдається — так, наприклад, рух зазнав критики в газетах за акцію на підтримку депутатів, які їдуть по зустрічній смузі (акція називалася «По зустрічній — назустріч майбутньому Росії»). Ще одна акція, проти продажу курильних сумішей, по суті обернулася рекламою кіосків, де продаються ці суміші.
Керівник руху — Петро Косолапов (Андрій Бурковський). Він любить говорити, коли йому щось не подобається «Ну не-е-ет, ну не-е-т, ну це не те …», а якщо подобається — закриває очі і пошепки вимовляє «Розкішно!».
Якщо звернути увагу, то видно, що кольорове оформлення прапора Росії, є також вигаданим, в епізоді зображений «червоно-синьо-білий прапор», в той час як оригінальний прапор Росії має «біло-синьо-червоне» забарвлення.
 Сезони: 6 (серії 102—125)

### Офіс інформаційного центру
Телебачення знімає будні московського телефонного інформаційного центру. У центрі сюжету неадекватний начальник офісу Віктор Георгійович (Михайло Башкатов) і його підлеглий Рома (Філіп Блєдний). Начальник любить жартувати, роздумувати нелогічно. Рома терпить його поведінку. Віктор Георгійович бісексуал і був під судом за сексуальні домагання.
 Сезони: 6 (серії 102—122)

### Група «МегаРеспект»
Початківці виконавці з міста Коломна Макс (Михайло Башкатов), Генич (Єгор Сальников) і Любаня Лав (Анжеліка Каширіна) записують кліпи прямо вдома, але їх запис перериває або глухий дід Макса, або мама Макса, або «лажі» Генича. Зазвичай їх пісні в стилі реп. Лідер — Макс.
 Сезони: 6 (серії 106—120)

## Інші сюжетні лінії і персонажі
- Екстремали, які прагнуть зробити трюки і викласти відео на YouTube, однак весь час щось відбувається не так (у перших серіях грали їх Башкатов і Біжоев);
- Дівчина-фетишистка, яка розмовляє з речами та їжею як з живими людьми;
- Університет (викладачі та студенти, здача іспитів, навчання і відносини);
- Студент Рубен Портевян, який намагається скласти іспит або залік, використовуючи різні хитрощі і прийоми. Іноді йому це вдається.
- Комендантка гуртожитку (Ірина Чіпіженко), яка, в основному, намагається не пропустити тих, хто не з гуртожитку; іноді з нею трапляються й інші історії.
- Військкомат (вербування до лав армії та ухилення від призову);
- Офісні працівники;
- Тренажерний зал і зал аеробіки (тренер — Андрій Бурковський);
- Урок фізкультури в інституті;
- Весілля, молодята;
- Продавець косметики (Єгор Сальников);
- Композитор Латунський (Єгор Сальников) пише пісні для реклами на фортепіано, що виглядає дуже смішно. З'являється лише в 64-му випуску. Латунський писав музику для ліків «Антинос», БАДа від втоми «Дигидмедрокарбохлороагробазол» і дитячих підгузників Gid Magic Joy. Кожну свою композицію вважає шедевром.
- Продавець чебуреків на пляжі (Аслан Біжоєв);
- Телевізійне опитування серед постійних героїв серіалу. Ведуча зазвичай Анжеліка Каширіна.
- Пародійна «реклама», тобто сюжети, що імітують рекламні ролики. Зокрема, «рекламувалися»: знеболююче «фю-фю», «Гопники — російський словник», "Засіб проти миття посуду «Молодший брат», «Довгосохнучий лак», «Універсальна сушарка для шкарпеток», «Засіб „Іди нафіг !“», «Тампони для чоловіків „Папакс“», «Наноніж», а також соціальні ролики, «створені за підтримки …» (типу «… любителів комашок», «… вусів Михайла Боярського», «… довідника дієслів російської мови» тощо).
- Кілька разів був сюжет про батьків-тусовщиків. Дівчина вагітна, але її не покидає потяг до дискотек.
- Доставник піци (Єгор Сальников), зустрічається в деяких скетчах, а також присутній на одній з заставок.
- У 6 сезоні персонажі дають інтерв'ю на радіо: Кекс і Кріп, Іржавий і Башка, Таміко і Радик.

Також сюжетні лінії часто перетинаються між собою. Наприклад, були сюжети, коли гопники Башка і Іржавий зустрілися з готами, растаманами Кексом і Кропом, працівники військкомату приходили до растаманів Кекс і Кропа, метросексуалів Германа і Данила, дівчата Діана і Марина знайшли на сайті «Mail.ru» гопника Башку, Валерій найняв для Ванечки растаманів Кекса і Кропу, що видають себе за Діда Мороза та Снігуроньку, бо як оплату вони взяли піцу, дівчата Діана і Марина познайомилися з метросексуалами Германом і Данилом, Марина зустрічалася з Башкою і навіть познайомилася з його родиною, міліціонери Омаров і В'юшкін зустрілися з растаманами, гопники Башка і Іржавий знайшли журнал, на обкладинці якого був зображений метросексуал Данила, і Іржавий з Башкою помітили схожість Данила з Іржавим, міліціонер Огурцов зупинив Данилу і Германа, Іржавий побив Кропа коли ті були в Хімках, у соц. працівника «згущенки» і мами Башка ім'я-по батькові однакові — Ірина Федорівна, тощо. У новорічному випуску перед 2010 роком всі герої разом заспівали новорічну переробку пісні «Замикаючи круг». Гопниця Шакіра напала на Омарова в ході спецоперації.
Також «Молодіжники» зустрічаються і в інших серіалах. Наприклад, растаманів Кекса і Кропа садять у в'язницю в серіалі «Одного разу в міліції», а гопник Башка потрапляє за ґрати в серіалі «Іграшки», гот Хробак з'явився в серіалі «Одна за всіх» і намагався зняти кімнату в квартирі у Серафими Аркадіївни Яблонжевской, але та його обдурила, і Хробак втік, залишивши Серафимі Аркадіївні 15020 рублів. Гопники Іржавий і Башка з'явилися в одному випуску шоу «Comedy Woman». Також Кекс і Кріп заважали Кольцову вести шоу «Люди Хе».

## Актори

### Головні ролі
- Михайло Башкатов — гопник Башка; растаман Кріп; метросексуал Герман Шереметьєв; борець Радик з Москви; вампір Едгар Вяземський; гей Валик Пітейніков; бармен; пацієнт; хореограф Алекс Моралес; неадекватний начальник офісу; починаючий музикант Макс
- Аслан Біжоев — растаман Кекс; гот Хробак; міліціонер Омаров; борець Таміко з Московської області; продюсер групи «Булки» Рубен Партевян; метросексуал Джорджо Баджо; офіціант; продавець на пляжі; шофер; перевертень Руслан; лікар
- Андрій Бурковський — тренер в тренажерному залі; лікар-стоматолог; гопник Іржавий; метросексуал Данила Фокс; батько Валера; міліціонер Вьюшкін; вампір Деніс; голова «Юної Росії»
- Євгенія Крегжде — дівчина-фетишистка; мати Таня; гопниця Шакіра; дівчина Марина; солістка групи «Булки» Кароліна; подруга Катерина
- Юлія Паршута — блондинка; дівчина Германа у Верхніх пупка, вампірша Єва
- Анна Хилькевич — продавець бікіні, офіціантка
- Єгор Сальников — ботанік; брат Кабана; жертва гопників («Очкозавр», «Лохозавр») продавець косметики; кур'єр, який доставляє піцу; композитор Латунський, музикант-початківець Генич
- Анжеліка Каширіна — «тьолка» Кабана; готесса Цвіль; солістка групи «Булки» Луїза; подруга Катька; дівчина Едгара Оля; дівчина, що ходить в тренажерний зал; дівчина, яка проводить телевізійний опитування; дівчина Таміко Діана; дівчина з реклами знайомств по телевізору; починаюча співачка Люба Лав
- Маруся Зикова — домогосподарка; блондинка; дочка міліціонера; дівчина Діана; солістка групи «Булки» Памелла; подруга Кетрін
- Андрій Капустін — фотограф-метросексуал Антоніо; міліціонер Огурцов; лікар; Степан
- Філіп Блідий — працівник офісу Рома
- Надія Іванова
- Ксенія Теплова

Також всі вищеперелічені актори грали ролі студентів (де вони грають самих себе).

### Епізодичні ролі
- Халіл Мусаєв — тренер борців Таміко і Радика
- Марина Гайзідорская — викладач
- Дмитро Брекоткін — промоутер
- Сергій Горелік — старий друг Германа
- Володимир Фоков — батько; міліціонер; інспектор ДПС; воєнком; викладач
- Валерій Новиков — батько
- Іван Добринін — молодший брат
- Галина Федорова — гостя з Воронежа
- Іван Івашкін — студент; жертва гопників
- Максим Глотов — батько; хірург; лікар-стоматолог
- Тетяна Орлова — мати Валери Галина Семенівна
- Євгенія Бордзиловська — вчитель іноземних мов; мати Башки; соціальний працівник Ірина Федорівна (Згущенка)
- Марина Федунків — Валента
- Олександр Пишний — затриманий, роздягнений і прикутий наручниками до віконної решітки Вьюшкіним і Омарова — камео
- Жасмин — камео
- Сергій Звєрєв — камео
- Марія Берсенєва — Маргоша — Іржавий в жіночому тілі, Маргоша прийшла до Кріп під час галюцинацій
- Анатолій Кот — Зимовський
- Серьога — камео
- Катя Лель — камео
- Ірина Салтикова — камео
- Тетяна Овсієнко — камео
- Ірина Чіпіженко — вахтер

## Творці
Шаблон:Стовпчики
Шаблон:Стовпчик
Автори
- Коміссарук Вадим
- Мастіч Олег
- Куценко Василь
- Керімбаев Жаннат
- Баранова Тетяна
- Донських Євген
- Юсеф Халед
- Папакуль Кирило
- Коломієць Віталій
- Бадзьо Таймураз
- Гугкаєв Аслан
- Тудвасев Ігор
- Ян Димитрій
- Данилов Павло
- Віталій Шляппо
- Олексій Троцюк
- Акімов Олексій
- Крисанова Марія

Шаблон:Стовпчик
- Торкунов В'ячеслав
- Меховський Яна

Режисер-постановник:
- Ольга Ланд, Дмитро Чирков

Другий режисер
- Сідаш Марія

Бригадир освітлювачів
- Олександр Татаринов

Звукорежисер
- Валентина Максимова

Художник по костюмах
- Ірина Абрамова

Шаблон:Стовпчик
Костюмер
- Ольга Кутаева

Художник по гриму
- Анна Романюк

'Асистент реж. з реквізиту '
- Андрій Рожков

Реквізитор
- Григорій Рожков

Асистент режисера
- Марія Толкачова

Музика
- Олег Ярушин
- Олексій Масалітіна

Відеоінженер
- Олександр Шабаш

Постановники
- Павло Казаков
- Володимир Циба

 'Буфет'
- Діана Щербакова

Шаблон:Стовпчик
 'Водій'
- Євген Алексєєв

 'Монтаж'
- Олександр Езовскіх

Фінансовий директор
- Денис Жалинский

Виконавчий директор
- Юлія Левченко

Директор
- Георгій Кіртбая

Виконавчий продюсер
- Михайло Ткаченко

 'Креативний продюсер'
- Василь Куценко

Продюсери
- Віталій Шляппо
- Олексій Троцюк
- Сангаджі Тарбаев
- Едуард Ілоян

Генеральний продюсер
- В'ячеслав Муругов

Шаблон:Стовпчик / кінець

## Інші пародії та алюзії
- В одному з скетчів пародіюється фільм «Пила: Гра на виживання»
- Скетч на тему смерті, що прийшла до растаманів Кекса і Кропа в образі темного лицаря з косою, виявився пророчим. Останній вірш, декламовані «Смертю», такий:

 — Вибачте, я був не правий апріорі. Тепер на смерть у мене мораторій.
 — Кекс з кропом людство врятували.
 — Усіх, крім Тіматі та DJ Dlee.

DJ Dlee загинув в автокатастрофі 12 липня 2009 року.
- Акторів в шоу часто називають їхніми справжніми іменами і прізвищами. Однак Єгора Сальникова за прізвищем часто називають Баришкіним, персонажів Євгенії Крегжде — на прізвище Журавльова, а Аслана Біжоева — Портевян.
- У кімнаті растаманів Кекса і Кропа на стіні висять портрети Антона Павловича Чехова та Боба Марлі, а в кабінеті міліціонерів В'юшкіна і Омарова висять портрети Фелікса Едмундовича Дзержинського та Робокопа.
- У різних серіях з'являються запрошені знаменитості: Андрій Хливнюк (лідер гурту «Бумбокс»), Андрій Григор'єв-Аполлонов (соліст групи «Иванушки International»), Сергій Звєрєв, співачка Жасмин. Як правило, актори серіалу разом з гостем співають перероблену пісню з репертуару запрошеної знаменитості.
- В одному з скетчів Дмитро Брекоткін — в ролі промоутера, рекламує Шоу «Уральських пельменів».
- В одному з скетчів зустрічається прізвище Маласаєва — партнера Башкатова і Бурковського по команді КВН «Максимум»
- У деяких випусках растамани Кекс, Кріп і Бабуся стають героями мультфільмів або відеоігор, намальованих в різних стилях (« South Park», «Super Mario Bros.» (В скетчі вона називалася «Keksario»), «Pacman», «Сімпсони»), борці Таміко і Радик взяли образ Смешариків, гопники Башка і Іржавий потрапили у відеогру «Mortal Kombat».
- В одному зі скетчів гопники Іржавий і Башка хочуть вкрасти магнітолу з автомобіля ГАЗ-21, що належить Тимуру Бекмамбетову. Башка висмикує магнітолу, і машина злітає (виявляється цей автомобіль — Чорна блискавка). Іржавий розуміє, що автомобіль летить в міліцію, і змушує Башку вставити магнітолу назад. Через це машина глухне і падає, а Іржавий і Башка ламають собі різні частини тіла.
- В одному зі скетчів батько Валера засунув у дві тарілки з кашею по одному прапорцю країн і дав своєму синові Вані «Право вибору» тарілки, щоб вгадати, яка футбольна команда виграє. Точно таким же способом сержант Огурцов одного разу «визначив злочинця». Це є пародією передбачення футбольних матчів восьминогом Паулем.
- Назва села Верхні пупки, де народився Герман, заснована на колишній назві села Радянського Тамбовської області.
- У ході розмови гопників, Башка каже Іржавому, що йому подобаються ситкоми «Татусеві дочки», і «Вороніни»
- Коли брали інтерв'ю у борців Таміко і Радика після тренування, то вони сказали що їм подобається «Даєш молодь!», Але тільки їм не подобається, що борців виставляють дурними, а Таміко ще сказав, що він дивиться «Галілео» (хоча їм це забороняє тренер), і «6 кадрів» (за їх словами у них прес під час перегляду трясеться).
- В одній із серій Іржавий і Башка хотіли пограбувати хлопця в костюмі «Лимонада молодіжного». Але коли ця серія вперше транслювалася, хлопець в костюмі лимонада був одягнений в костюм «Крезі-коли».
- Так само було і в іншій серії, коли Кріп запитав Кекса, що він вибере: Любов на все життя або ще одну шоколадку, в першому показі вони їли батончик «Picnic», але наступного разу вони їли шоколадку «Молодь». Явно ці зміни були зроблені після закриття рекламного плейсменту.
- Катька змушує хлопця, подарованого Кетрін і Катериною, дивитися скетч-шоу «Одна за всіх».
- В одному з епізодів один хлопець захотів познайомитися з Катькою, через те, що він побачив постер фільму «Катька» в кінотеатрі. Пізніше з'ясовується, що це хитрість Валіка, і постер підроблений. Протягом цього епізоду над постером фільму «Катька» був постер фільму «Трон: Спадщина».
- Скетч на тему офісу інформаційного агентства є пародією відомого американського серіалу «Офіс» Образ Михайла Башкатова нагадує колишнього регіонального менеджера паперової компанії «Dunder Mifflin».

## Інші факти
- В'юшкін — це прізвище одного з партнерів Андрія Бурковського та Михайла Башкатова по команді КВН «Максимум».
- На українському телеканалі «Новий канал» передача транслюється під назвою «Нумо, браття!».
- Цікаво, що у фільмі «Башка і Іржавий: Перервана дружба» всіх людей (Радик, Герман і Кріп), з якими після сварки з Довбешкою Іржавий намагався дружити, грає Михайло Башкатов (який грає і Башку).
- Викладач, вражений знаннями вампіра Едгара, задає йому питання: «Який розмір грудей у Комкової?». Швидше за все, мова йде про «тьолку» Іржавого — Шакіру, справжнє ім'я якої — Зінаїда Комкова.
- У різних скетчах фігурують імена вигаданих модельєрів Ренато Сафареллі, Дені Жаліна та Мікаель Ткачіні. Останні два співзвучні з іменами фінансового директора Дениса Жалинського і виконавчого продюсера Михайла Ткаченка.
- В деяких серіях прямо говориться про те, що персонажі знімаються в цьому шоу. В одній із серій бабка сказала Кексу і Кропу, що їх уже півроку знімають в передачі. Борці Таміко і Радик розповідали, що дивляться «Даєш молодь», але їм не подобається, як там борців виставляють тупими. А у Тані і Валери запитали, чи подобається їм зніматися в «Даєш молодь».

## Інші проєкти
Крім «Даєш молодь» його автори також зняли інші проєкти, де брали участь актори з скетч-шоу
- Одна за всіх (2009—2011)
- Відеобитва (2009—2010)
- Нереальна історія (2011)